# Sanankoroba
Sanankoroba is een gemeente (commune) in de regio Koulikoro in Mali. De gemeente telt 37.400 inwoners (2009).